# Biên giới Syria - Thổ Nhĩ Kỳ

Biên giới Syria - Thổ Nhĩ Kỳ

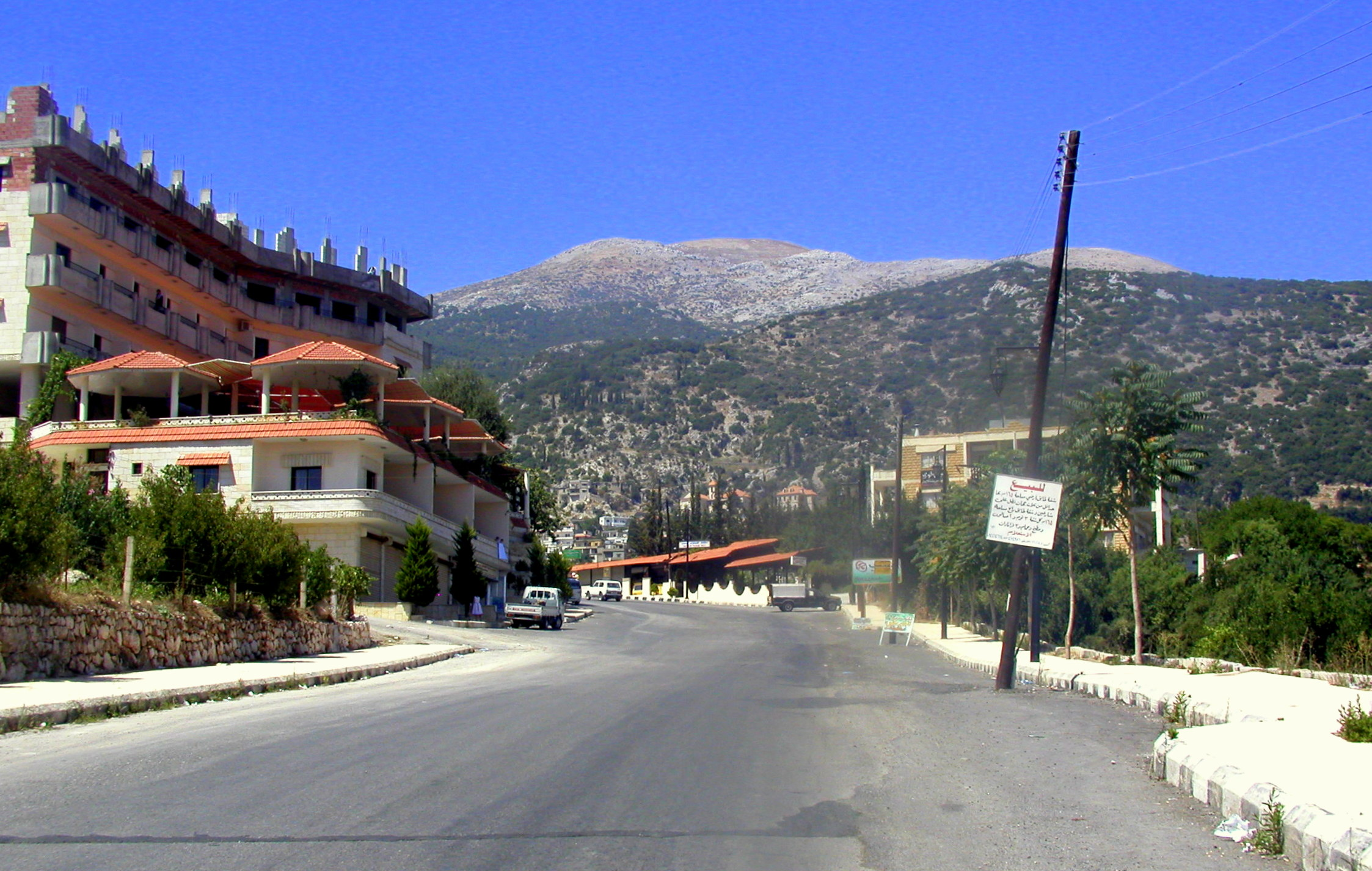
Thị trấn Syria Kessab, với đỉnh của núi Aqra (Thổ Nhĩ Kỳ) ở đằng sau

Biên giới Syria - Thổ Nhĩ Kỳ trải dài từ ven biển Địa Trung Hải cho tới sông Tigris và có chiều dài là 909 km. Đường biên giới chạy qua Thượng Lưỡng Hà khoảng 400 km (250 dặm), băng qua sông Euphrates và vươn xa tới tận sông Tigris. Phần lớn biên giới chạy theo đoạn đường sắt phía nam Thổ Nhĩ Kỳ thuộc hệ thống đường sắt Baghdad cũ, gần như dọc theo vĩ tuyến 37 giữa kinh tuyến 37 và 42 đông. Ở phía tây, nó gần như bao quanh tỉnh Hatay của Thổ Nhĩ Kỳ, một phần chạy theo dòng chảy của sông Orontes và đến bờ biển Địa Trung Hải ở chân núi Jebel Aqra.

## Mô tả

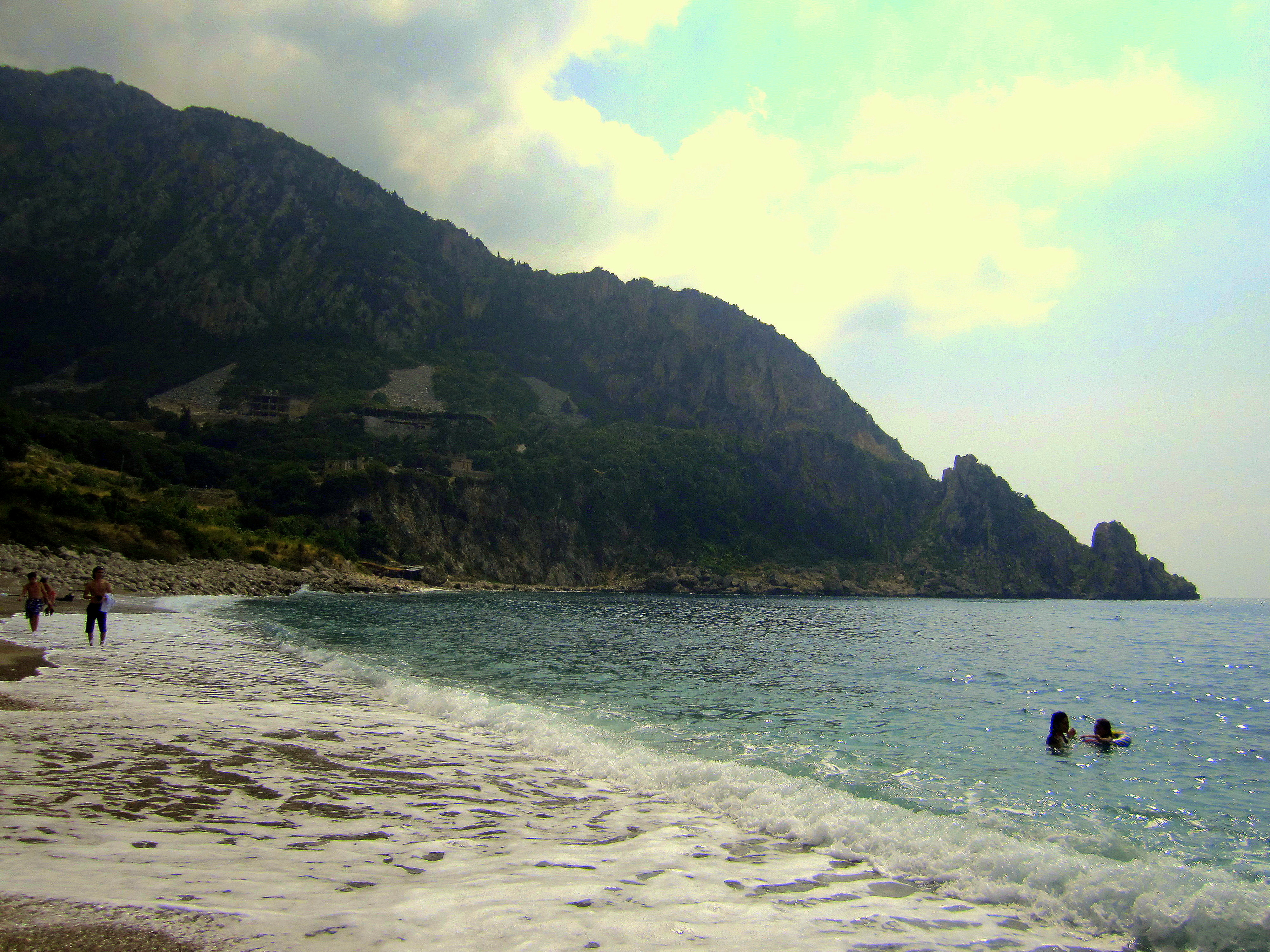
Bãi biển Karadouran/al-Samara gần Kessab, Syria, dọc theo biên giới Syria-Thổ Nhĩ Kỳ, nơi ngọn núi Dyunag vươn đến biển Địa Trung Hải.

Kể từ khi Thổ Nhĩ Kỳ sáp nhập Cộng hòa Hatay vào năm 1939, biên giới Syria-Thổ Nhĩ Kỳ hiện tiếp giáp với bờ biển Địa Trung Hải tại Ras al-Bassit, phía nam Núi Aqra (35°55′44″B 35°55′04″Đ / 35,9288°B 35,9178°Đ). Tỉnh Hatay giáp các tỉnh Latakia và Idlib của Syria. Cửa khẩu biên giới cực tây (và cực nam) ở tọa độ 35°54′18″B 36°00′36″Đ / 35,905°B 36,01°Đ, cách Yayladağı khoảng 3 km về phía tây. Biên giới đạt đến điểm cực nam tại tọa độ 35°48′29″B 36°09′07″Đ / 35,808°B 36,152°Đ, cách Bidama 2 km về phía tây, bao gồm ngôi làng Topraktutan (Beysun) hiện đã bị bỏ hoang ở Hatay.
Biên giới hiện chạy về phía bắc và phía đông, dọc theo một phần sông Orontes, nơi mà con đập hữu nghị Syria-Thổ Nhĩ Kỳ được dự kiến xây dựng vào năm 2011 (nhưng sau đó đã bị trì hoãn do Nội chiến Syria), và phía đông đến Cửa khẩu biên giới Bab al-Hawa trên đường İskenderun–Aleppo, sau đó đi xa hơn về phía bắc đến biên giới giữa Hatay và tỉnh Gaziantep, nơi nó ngoặt hẳn về phía đông bên ngoài Meidan Ekbis (Huyện Afrin), ở vị trí 36°49′48″B 36°39′54″Đ / 36,83°B 36,665°Đ.
Ngoại trừ tỉnh Hatay, biên giới phía Thổ Nhĩ Kỳ hoàn toàn nằm trong Vùng Đông Nam Anatolia. Phía đông Meidan Ekbis, biên giới trải dài về phía đông khoảng 400 km, gần như theo vĩ tuyến 37 về phía bắc và đi qua kinh tuyến 37 đến 42. Từ Al-Rai đến Nusaybin/Qamishli, biên giới đi theo đường ray của Đường sắt Konya-Baghdad. Nó băng qua sông Euphrates tại Jarabulus/Karkamış và đi qua phía bắc của thị trấn biên giới Kobanî (Ayn al Arab) (được xây dựng vào năm 1912 như một phần của dự án xây dựng Đường sắt Bagdad). Quận Tell Abyad của tỉnh Ar-Raqqah giáp với tỉnh Şanlıurfa của Thổ Nhĩ Kỳ, bao gồm hai thị trấn biên giới Tell Abyad/Akçakale của hai nước. Tỉnh Al-Hasakah, vẫn giáp tỉnh Şanlıurfa, có một cửa khẩu biên giới tại Ras al-Ayn, nối với Ceylanpınar. Cách Ceylanpınar khoảng 100 km về phía đông, biên giới đi qua thị trấn biên giới Nusaybin ở tỉnh Mardin của Thổ Nhĩ Kỳ (Nisibis cổ đại, nơi sinh của Ephrem xứ Syria), bên cạnh Qamishli của Syria. Tỉnh Aleppo của Syria có ranh giới phía bắc dài 221 kilômét (137 dặm) tiếp giáp với các tỉnh Kilis, Gaziantep và Şanlıurfa của Thổ Nhĩ Kỳ.
Về phía Thổ Nhĩ Kỳ, tuyến đường châu Âu E90 chạy dọc theo chiều dài của biên giới, băng qua sông Euphrates tại Birecik và sông Tigris tại Cizre. Trong 30 km cuối cùng, biên giới đi theo hướng của Tigris, quay về phía đông nam, cho đến khi nó chạm tới vị trí mà địa phận ba nước Iraq-Syria-Thổ Nhĩ Kỳ giao nhau ở tọa độ 37°06′22″B 42°21′18″Đ / 37,106°B 42,355°Đ.

## Lịch sử

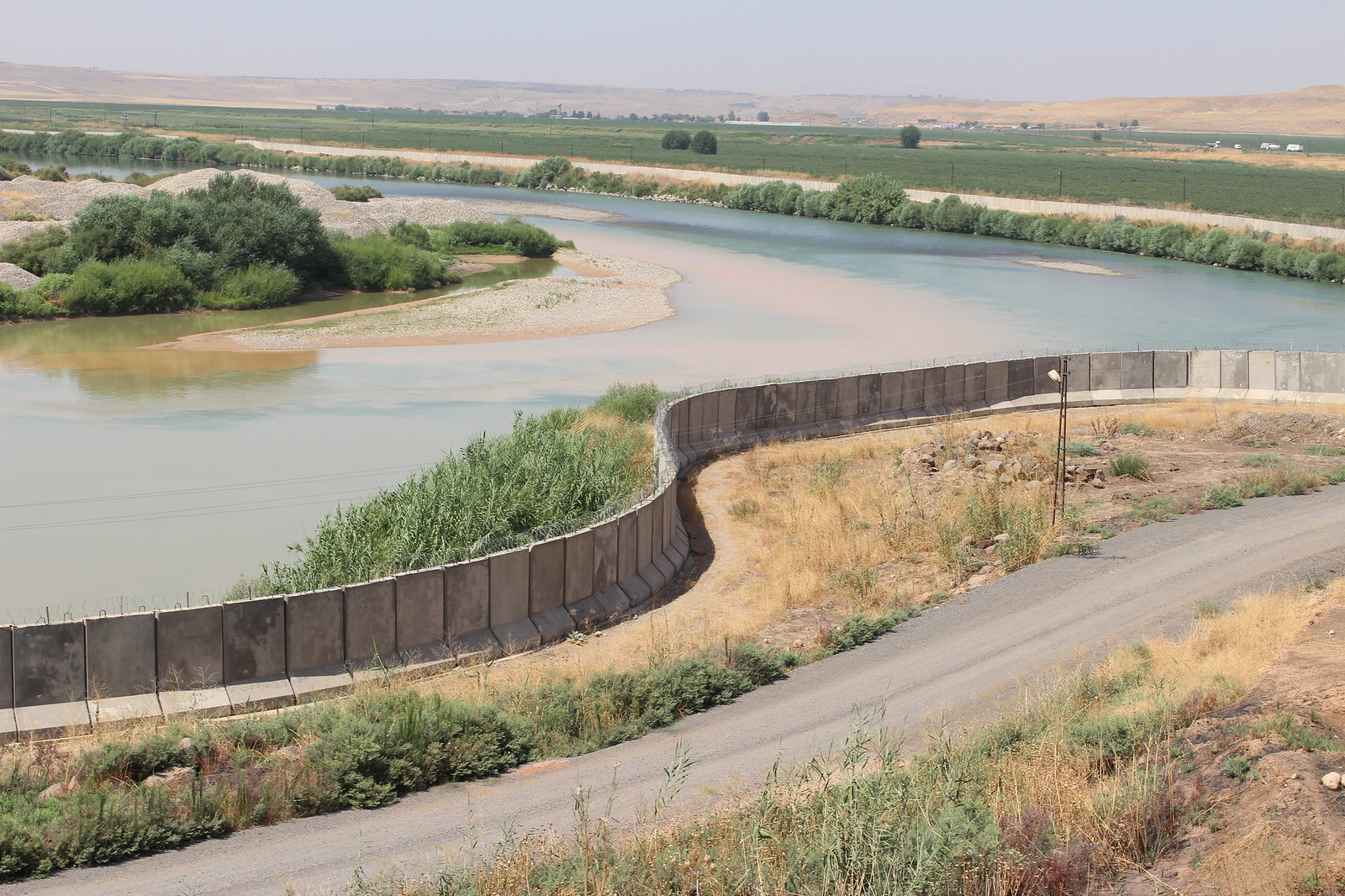
Bức tường biên giới ngăn cách Syria được phía Thổ Nhĩ Kỳ xây dựng năm 2014 nhằm ngăn chặn nạn vượt biên trái phép và buôn lậu.

Biên giới giữa Syria và Thổ Nhĩ Kỳ hiện nay được thành lập khi Đế chế Ottoman bị phân chia sau Thế chiến I, dựa trên Thỏa ước Sykes-Picot giữa Anh và Pháp năm 1916. Đây là biên giới phía bắc của nước Aleppo và sau đó là nước Syria trong những năm 1920 và Cộng hòa Syria sau đó là Cộng hòa Ả Rập Thống nhất, chỉ tồn tại trong thời gian ngắn, trong những năm 1930 cho đến năm 1950 và từ năm 1961 là ranh giới giữa các quốc gia hiện đại của Syria và Thổ Nhĩ Kỳ.
Đường gần đúng nhất của biên giới được định bởi Hiệp ước Ankara năm 1921. Nó được phân cách chính xác hơn giữa Meidan Ekbis và Nusaybin năm 1926, và giữa Nusaybin và điểm biên giới ba nước với Iraq vào năm 1929. Một trường hợp đặc biệt là thành phố Hatay của Thổ Nhĩ Kỳ, vẫn tự trị cho đến năm 1923, sau đó trở thành một phần của Syria như là Sanjak of Alexandretta (Hiệp ước độc lập Franco-Syria (1936)), một thời gian ngắn trở thành độc lập như là quốc gia Hatay năm 1938, trước khi bị sáp nhập bởi Thổ Nhĩ Kỳ thành tỉnh Hatay năm 1939. Biên giới quốc tế mới được phân định bởi một Ủy ban Pháp - Thổ Nhĩ Kỳ vào năm 1938/9, với một giao thức ngày 3 tháng 5 năm 1939 đề cập đến 448 dấu mốc giới đặt theo thứ tự số, và một giao thức bổ sung đã được ký kết tại Antioch ngày 19 Tháng 5 năm 1939 đề cập đến một số dấu hiệu bổ sung. Một số thay đổi khác đã được thực hiện trong một hiệp định ký tại Ankara vào ngày 23 tháng 6 năm 1939.
Bởi vì Thổ Nhĩ Kỳ là thành viên khối NATO (1952) và OSCE (1973), đường biên của nước này với Syria cũng tạo thành một biên giới bên ngoài của các tổ chức này.
Kể từ cuộc nội chiến Syria nổ ra vào năm 2011, căng thẳng ở biên giới đã tăng lên, và đã có một số vụ xung đột vũ trang; cũng có một số lượng đáng kể người tị nạn chiến tranh từ Syria tràn qua biên giới để sang Thổ Nhĩ Kỳ. Nhằm ngăn chặn làn sóng vượt biên từ Syria, Thổ Nhĩ Kỳ đã bắt đầu xây dựng một bức tường biên giới vào năm 2014.
Cho tới tháng 9 năm 2017, theo tổ chức the Syrian Observatory for Human Rights khoảng 310 thường dân Syria, bao gồm 90 trẻ em và phụ nữ, đã bị các cảnh sát Thổ Nhĩ Kỳ sát hại tại biên giới Syria - Thổ Nhĩ Kỳ kể từ khi cuộc nội chiến Syria bắt đầu.